# Lucy Cooke
Lucy Cooke, née le 22 mars 1970, est une zoologue, auteure, productrice de télévision, réalisatrice et présentatrice britannique. 

## Biographie
Elle est diplômée en zoologie de New College, à Oxford, où elle a travaillé sous la direction de Richard Dawkins.
Elle commence sa carrière dans la production de comédies télévisées, puis se tourne vers le documentaire, se spécialisant plus tard en histoire naturelle.
Elle a présenté toute une gamme de programmes d'histoire naturelle pour la BBC. En 2015, elle présente Nature's Boldest Thieves and Animals Unexpected . En 2016, elle est co-présentatrice de la série en quatre parties Ingenious Animals. En 2019, elle présente la série d'Animal Planet intitulée  Nature's Strangest Mysteries: Solved.
Elle est l'auteure de The Truth About Animals: Stoned Sloths, Lovelorn Hippos, and Other Tales from the Wild Side of Wildlife , traduit dans une vingtaine de langues et paru en France chez Albin Michel sous le titre : L'énigme de l'anguille et autres bizarreries animales. Dans cet ouvrage, finaliste du Royal Society Science Prize, Lucy Cooke s'intéresse aux animaux qui sont l'objet de croyances et de représentations inexactes voire totalement erronées, dans la tradition populaire mais aussi de la part de naturalistes anciens, y compris les plus renommés. Elle dénonce avec humour l'anthropomorphisme qui a souvent influencé ces représentations. Parmi les animaux concernés figurent le paresseux, la hyène, le pingouin, le panda, le vautour et le chimpanzé. S'agissant de ce dernier, elle s'appuie sur les travaux de la primatologue Cat Hobaiter. Lucy Cooke a précédemment écrit trois livres sur les paresseux : A Little Book of Sloth, The Power of Sloth et Life in the Sloth Lane : Slow Down and Smell the Hibiscus.
Son ouvrage : Bitch : le pouvoir des femelles dans le monde animal, paru en français en 2024, met en avant le rôle des femelles dans le monde animal, à partir des dernières recherches. Pendant longtemps, le monde animal est étudié par des chercheurs hommes, leur attention se portant uniquement sur l'étude des mâles,.

## Publications en français
- L'énigme de l'anguille et autres bizarreries animales [« The unexpected truth about animals »], Paris, Albin Michel, 2021, 492 p. (ISBN 978-2-226-44242-0)
- Bitch : le pouvoir des femelles dans le monde animal [«  Bitch : a revolutionary guide to sex, evolution and the female animal »] (trad. Esther Ménévis), Paris, Albin Michel, 2024, 509 p. (ISBN 978-2-226-48342-3)

## Crédit d'auteurs
- (en) Cet article est partiellement ou en totalité issu de l’article de Wikipédia en anglais intitulé « Lucy Cooke » (voir la liste des auteurs).